# Adriaan van der Goes
Adriaan van der Goes (Den Haag, 14 mei 1722 - Den Haag, 8 december 1797), heer van Dirxland, lid van het geslacht Van der Goes, was advocaat, schepen en burgemeester van Den Haag. 

## Biografie

### Afkomst en jeugd
Het geslacht Van der Goes kwam oorspronkelijk uit Leuven, emigreerde rond het jaar 1400 via Den Haag naar Delft, waar het snel tot de bestuurlijke elite van die stad zou gaan behoren. Adriaan van der Goes was de zoon van Dr. Franc (1687-1767), presiderend raad en stadhouder der lenen van Brabant en de landen van Overmaas, landdrost van Delfland en Alida Cornelia van Strijen (1685-1778). Hij ging studeren aan de universiteit in Leiden en op 15 juli 1743 promoveerde hij tot doctor in de rechten. 

### Loopbaan
Minder dan twee maanden na het afsluiten van zijn studietijd werd Adriaan van der Goes toegelaten als advocaat bij het Hof van Holland in Den Haag. Daarnaast werd hij ruim een jaar later toegelaten als advocaat bij het Leenhof van Brabant en de landen van Overmaze. In 1747 wordt Van der Goes benoemd als schepen en een jaar later als burgemeester van Den Haag. Van der Goes zou tot 1793 vele termijnen afwisselend dienen als schepen en burgemeester. Na de Fluwelen Revolutie in 1795 wordt hij op 73-jarige leeftijd gekozen als lid van de Provisionele Representanten van het Volk van Holland, een raad die werd ingesteld als tijdelijke vervanging voor de in dat jaar door de Bataafse Republiek afgeschafte Staten van Holland en West-Friesland. Deze raad vormde het algemeen bestuur van Holland, in afwachting van de uitkomsten van een in te stellen nationale vergadering. Van der Goes zou echter daarvan geen deel meer gaan uitmaken, gezien zijn hoge leeftijd.

### Huwelijk en nageslacht
Op 29 oktober 1748 trad Van der Goes in het huwelijk trad met Cornelia Martina Vlaerdingerwout (1726-1762), dochter van Mr. Maarten (1681-1762), heer van Dirxland, Wijk, Veen en Aalburg en Anna van Baerle (1701-1730). Na het overlijden van Maarten Vlaerdingerwout in 1762 erfde Van der Goes de heerlijkheid Dirxland. Zij kregen acht kinderen, waaronder:
- Aleida Cornelia van der Goes (1749-1784), huwde met Leonard de Beyer, heer van Hulsen
- Maarten van der Goes (1751-1826), heer van Dirxland, vanaf 1821 baron van der Goes van Dirxland, politicus en diplomaat, grootkanselier van de Orde van de Unie
- Philip Jacob van der Goes (1752-1831), auditeur
- Anna Constance van der Goes  1753-1799, huwde met graaf des H.R. Rijks Frederik Rudolf Karel van Rechteren, heer van Hofstede, kapitein-ter-zee